# Effetto Pauli

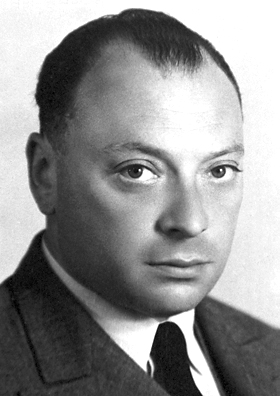
Wolfgang Pauli

L'effetto Pauli è un'espressione gergale, tra lo scherzoso e il superstizioso, che si riferisce al malfunzionamento di apparecchiature tecniche in presenza di fisici teorici. Il suo nome deriva dal fisico austriaco Wolfgang Pauli.
L'effetto Pauli non è da confondersi con il principio di esclusione di Pauli, che è un fenomeno peculiare della fisica quantistica.

## Storia
A partire dal XX secolo, la ricerca fisica è stata divisa in "teorica" e "sperimentale", per cui la maggior parte dei fisici apparteneva ad uno di questi settori (o "modi di vedere" la fisica): solo pochi fisici, come per esempio Fermi, si dedicarono ad entrambi gli ambiti. A causa della mancanza di competenze e di esperienza nel lavoro sperimentale, molti fisici teorici fecero delle scoperte in seguito a degli eventi accidentali (come ad esempio la scoperta della mauveina da parte di William Henry Perkin), ma nella maggior parte dei casi gli incidenti in laboratorio avevano conseguenze spiacevoli, sia dal punto di vista economico sia dal punto di vista dei danni alla salute.
Pauli fu un fisico teorico, e in seguito a una serie di sfortunati eventi, che si verificarono a partire dal 1924, gli fu attribuita la fama di guastare qualsiasi esperimento con la propria presenza.
Così, per paura dell'"effetto Pauli", il fisico Otto Stern ammonì Pauli di non entrare nel suo laboratorio.
Se fosse reale, l'effetto Pauli potrebbe essere classificato come un fenomeno macro-psicocinetico. Wolfgang Pauli comunque, secondo il suo biografo Enz, era convinto che l'effetto che portava il suo nome fosse reale. Markus Fierz, un suo collega e collaboratore, affermava: 
e aggiunge inoltre: «Lo stesso Pauli comunque credeva nell'esistenza dell'effetto». Poiché Pauli era stato profondamente influenzato da Carl Gustav Jung dal quale era stato in cura per depressione e alcolismo, considerava la parapsicologia un metodo d'indagine serio, quest'affermazione potrebbe essere in accordo con il suo pensiero.

## Aneddoti
Nel laboratorio di fisica dell'Università di Gottinga avvenne un incidente. Uno strumento di misura costoso, senza alcun motivo apparente, smise immediatamente di funzionare. Il direttore dell'istituto informò dell'accaduto il suo collega Pauli, a Zurigo, asserendo scherzosamente che questo fosse dovuto all'effetto Pauli. Solo in seguito si seppe che Pauli, nel momento in cui era avvenuto il malfunzionamento, stava rientrando a Zurigo da Copenaghen e si trovava proprio alla stazione di Gottinga, in attesa di una coincidenza. Il fatto è riportato, tra gli altri, nel libro di George Gamow Trent'anni che sconvolsero la fisica, dove si afferma anche che l'effetto è tanto più forte quanto il fisico è talentuoso.
Nel febbraio del 1950, quando Pauli si trovava all'Università di Princeton, il ciclotrone si incendiò, ed egli si chiese se questo incidente fosse dovuto giusto a questo effetto che prendeva da lui il nome.
Questo avvenimento spinse Pauli a scrivere il suo articolo "Background-Physics", in cui egli prova a trovare relazioni complementari tra fisica e la psicologia del profondo.